# Svend Aaquist Johansen
Svend Aaquist Johansen (n. 1948) este un compozitor și dirijor danez.